# Liste der Monuments historiques in Bulat-Pestivien
Die Liste der Monuments historiques in Bulat-Pestivien führt die Monuments historiques in der französischen Gemeinde Bulat-Pestivien auf.

## Liste der Bauwerke
| Bezeichnung          | Beschreibung                  | Standort                       | Kennzeichnung | Schutzstatus   | Datum     | Bild           |
| -------------------- | ----------------------------- | ------------------------------ | ------------- | -------------- | --------- | -------------- |
| Brunnen              | Erbaut im 16. Jahrhundert     | Route départementale 50 (Lage) | PA00089045    | Classé         | 1913      | weitere Bilder |
| Kirche Notre-Dame    | Erbaut im 16. Jahrhundert     | (Lage)                         | PA00089044    | Classé         | 1907      | weitere Bilder |
| Kapelle Saint-Blaise | Erbaut ab dem 16. Jahrhundert | (Lage)                         | PA00089043    | Inscrit Classé | 1964 1911 | weitere Bilder |

## Liste der Objekte

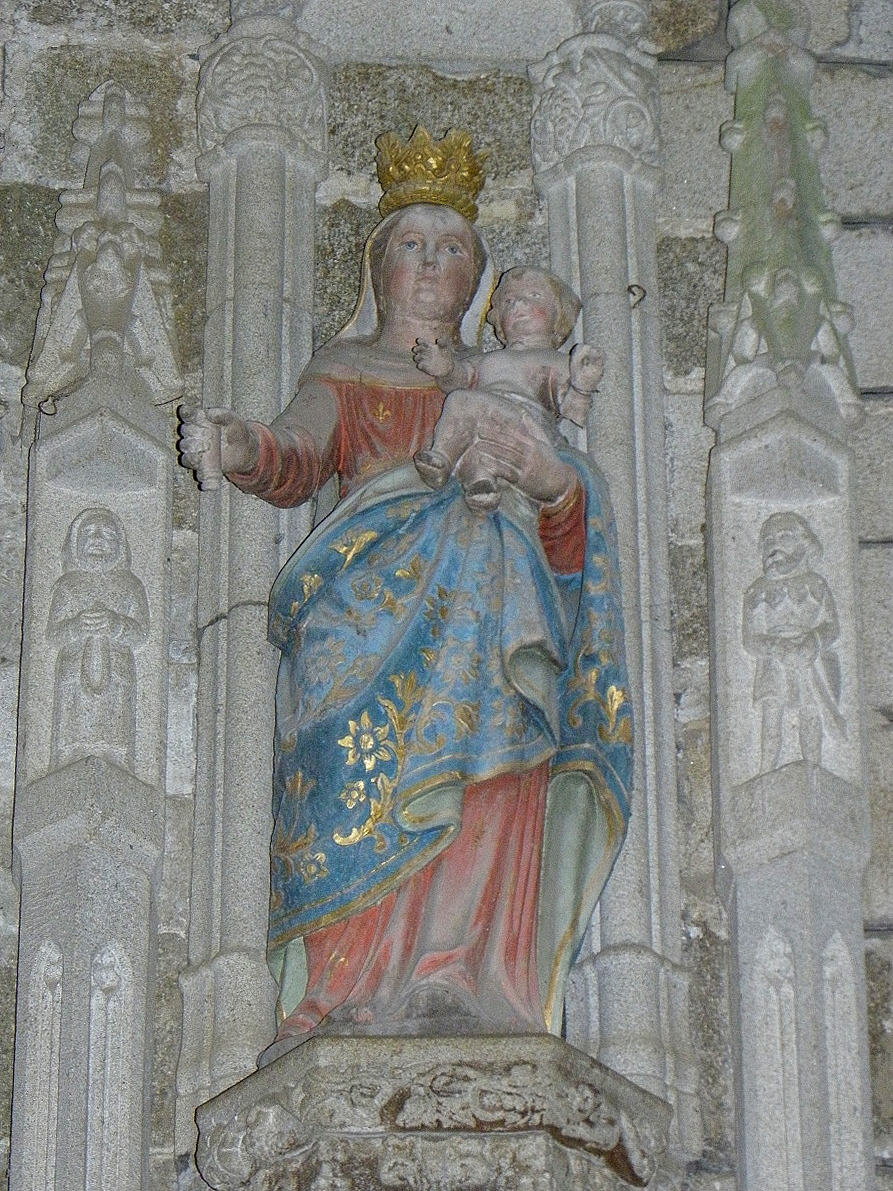
Skulptur Madonna mit Kind (18. Jahrhundert) in der Kirche Notre-Dame

- Monuments historiques (Objekte) in Bulat-Pestivien in der Base Palissy des französischen Kultusministeriums